# Herbert Olofsson
Filip Herbert Olofsson (ur. 8 kwietnia 1910, zm. 1 grudnia 1978) – szwedzki zapaśnik walczący w stylu klasycznym. Olimpijczyk z Berlina 1936, gdzie zajął czwarte miejsce w wadze lekkiej.
Wicemistrz Europy w 1937. Mistrz kraju w stylu klasycznym w 1933, 1936, 1937 i 1938; drugi w 1935 i 1942. Mistrz w stylu wolnym w 1938 roku.

## Letnie Igrzyska Olimpijskie 1936
| Konkurencja          | Rundy eliminacyjne   | Rundy eliminacyjne      | Rundy eliminacyjne     | Rundy eliminacyjne | Rundy eliminacyjne    | Klas. końcowa |
| Konkurencja          | Przeciwnik I         | Przeciwnik II           | Przeciwnik III         | Przeciwnik IV      | Przeciwnik V          | Miejsce       |
| -------------------- | -------------------- | ----------------------- | ---------------------- | ------------------ | --------------------- | ------------- |
| 66 kg styl klasyczny | Josef Grahsl (AUT) Z | Alberto Molfino (ITA) Z | Imam Hasan Ali (EGY) Z | Arild Dahl (NOR) P | Voldemar Väli (EST) P | 4.            |